# 中国とブラジルの関係

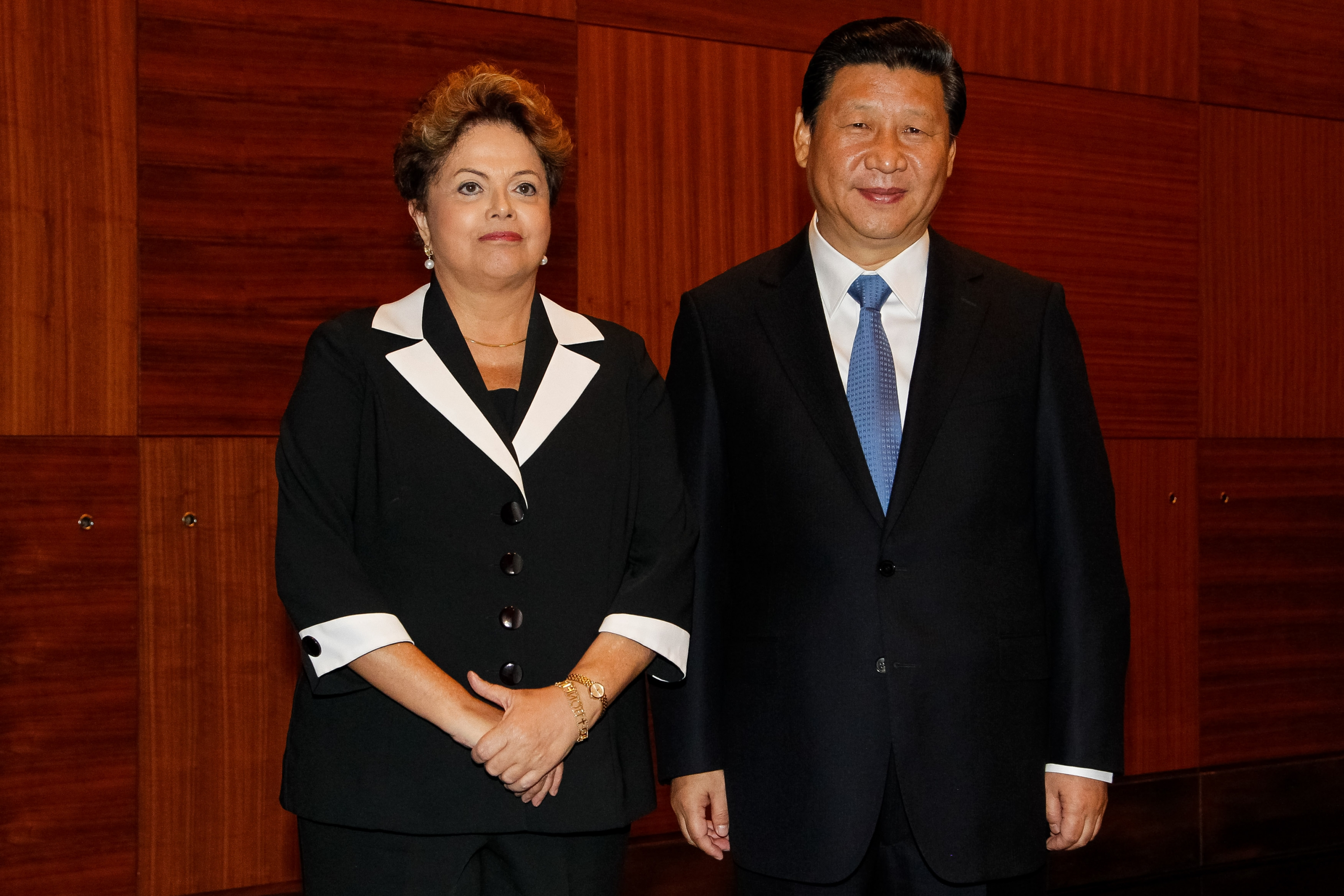
中国の習近平国家主席(右)とブラジルのジルマ・ルセフ大統領(左) (2015年にロシアでのBRICS首脳会議にて。)

中国とブラジルの関係では、中華人民共和国とブラジルの国際関係について述べる。1949年10月1日に中華人民共和国が成立してから、1964年に在サンパウロ大使館員によるスパイ活動が発覚して9人が逮捕・起訴され、その後2国間協議を経て国外退去する処分で終止符が打たれた。
 

## 歴史
1812年にブラジルに拠点を置くポルトガルのマリア1世がリオデジャネイロ近郊の茶園の開発を進めるために清の労働者を輸入した際に、ブラジルと清を含む共同事業が始まった。1900年には中国からの移民がサンパウロに定着した。1879年にアルトゥール・ジャスイアイ提督が直ちに北京で初のブラジル特使と大臣全権を務めることになり、ブラジル帝国と清朝とは1880年9月に友好・商業・航海条約が成立した。しかし中国人はブラジル人が契約労働者として中国人を雇うことを認め、非白人労働者が「安価な労働者」として扱われていることを知った。イギリスは再び事実上の奴隷制をもたらすと信じてブラジルへの中国労働の輸入に反対した。ブラジルの奴隷制度は1888年に廃止され、1893年にブラジルが移民に関する新しい条約を交渉するために北京に行ったが、中国人は無関心だった。
1949年10月1日に国共内戦を経て中華人民共和国が中国大陸に成立後、1974年に共産主義だった中国と軍事独裁政権下のブラジルは国交を樹立するも当時はイデオロギーの違いから関係は限定的だった。アメリカ合衆国とブラジルの関係が冷却化した1980年代は核開発計画や核兵器搭載可能な弾道ミサイルの開発計画で協力関係にあったとされ、後の中国・ブラジル地球資源衛星にも繋がったとされる。
2004年11月12日に中国の胡錦濤国家主席はブラジル議会の演説で、「ラテンアメリカと中国は国民の自立を守り、国家を建設する上で同様の経験を持っている」と述べ、「両国は同じ感情と共通言語を持つこと」・「中南米関係は政治分野で相互補助し、相補的経済を強化し、密接な文化交流を行うことが期待されていること」を述べた。
 

## 経済
2009年にブラジル最大の貿易相手国は中国となっており、同じBRICSとして関係を強めた。2017年までに中国は主として自国に食糧を輸送するための北ブラジルの港湾の建設を開始した。またインフラの結果として通信されたサービスベースの製品もブラジル市場に流入している。中南米諸国は世界の開発に投資するという中国の計画で、将来の中国の国際投資計画の恩恵を受けた。 

## 貿易
中国は鉄道修復に向けた資金調達を行い、ブラジルへの投資を増やした。2014 FIFAワールドカップ開催の前には中国製の鉄道車両が輸出された。鉄道やインフラの修理は2016年にリオデジャネイロオリンピックに先駆けて行われた。さらに原材料から重機及び工業製品までの貿易もある。
 